# Кришталевий Лев
«Кришталевий Лев» — джаз-фестиваль. 
Проводився у Львові в 1988 і 1989 рр.,
з ініціативи львівського джазу-клубу «Орфей» та підтримці Об'єднання молодіжних клубів.
«Кришталевий Лев» — став фестивалем малих форм і стилів камерного джазу.
Перший фестиваль відбувся в травні 1988 р. 

Емблема, значок «Кришталевий Лев-88»

Одним з відкриттів фестивалю 1988 року, була група з Києва — «Сверчкове число».
Другий — у квітні 1989 р. 
Учасники джазу-фестивалю «Кришталевий Лев — 89» (у порядку виступів):
«Новий московський бенд» п.в. А. Лазневих (Москва),
Дует А. Ратманський — Е. Воронко (Київ),
«Мелодром» п/у О. Львова (Львів),
«Экранас» Р. Багдонаса (Панєвєжіс),
Ансамбль В. Кошмана (Київ),
Ансамбль В. Домбровського (Львів),
Ансамбль під керуванням Е. Гнєзділова (Ростов-на-Дону),
Тріо О. Горчакова (Ростов-на-Дону),
Дует М. Івченко — А. Михайлова (Київ),
«Базарний день» — А. Орєхова (Львів),
Квартет саксофоністів п/у Ю. Василевича (Київ),
тріо Л. Новосельцева (Тернопіль),
«Бароко-Джаз» (Москва),
Квартет П. Пашкова (Київ),
«Орфей» Є. Половини (Львів),
Е. Стадниченко (Київ) — фортепіано,
Дует Ю. Яремчука — А. Нестерова (Київ-Львів),
Квартет С. Петрова «Медіум» (Сочі),
Дует М. Сапожнікова — А. Видріна (Мінськ),
Тріо «Сверчкове число» п/у І. Давиденко (Київ),
Дует Т. Барташевського — Р. Конофорського (Львів),
Ансамбль «Аргумент» п/у В. Протасевича (Перм).
Гості фестивалю: «Факт-джаз-шоу» — студія В. Чекасіна — О. Молокоєдов — В. Лабутіс (Вільнюс) і фортепіанний дует Д. Крамер — А. Фішер (Москва).